# Infraestrutura de Canoas
Este artigo trata sobre a infraestrutura da cidade de Canoas, no Rio Grande do Sul.

## Transporte

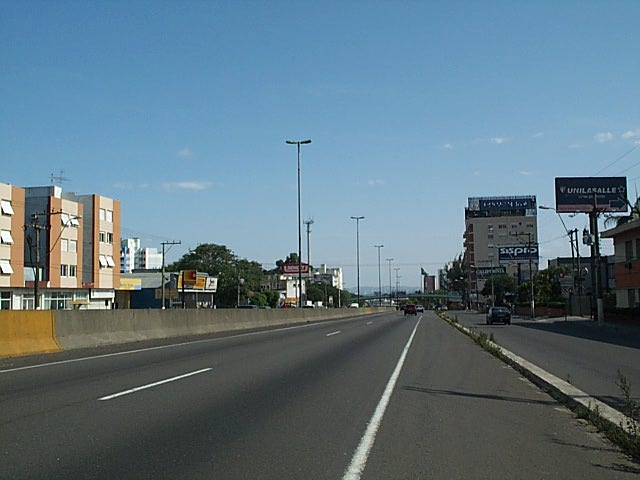
A BR-116

No município se encontram duas rodovias a BR-116 e a BR-386. As duas se encontram na zona norte do município. O trecho da BR-116 de Canoas é o mais movimentado da Região Sul do país. Estima-se que por 30 minutos passam mais de 5.000 carros, sem contar os ônibus. Os congestionamentos acontecem na maioria das vezes as seis horas, na chamada Hora do Rush que acontece no município.  A prefeitura está analisando o projeto da nova BR-448, chamada de Rodovia do Parque, terá 22 quilômetros de extensão, entre o entroncamento da BR-116 com a RS-118 e a free-way. Pelo traçado inicial, passará por trás do Parque Assis Brasil, em Esteio, até a BR-386 na Tabaí/Canoas, seguindo em paralelo ao Rio dos Sinos até a freeway. Na passagem sobre o rio Gravataí, está prevista a construção de uma ponte com 1,5 km de comprimento. Em 2005 havia 70.305 automóveis, 3.363 caminhões, 1.650 caminhões-tratores, 2.261 caminhonetes, 303 microônibus, 11.431 motocicletas, 1.345 motonetas, 839 ônibus e 140 tratores.
O problema do transporte coletivo em Canoas é antigo. Há mais de trinta anos Canoas é atendida por uma única empresa, a Sogal ("Gaúcha"), que também é dona de outra empresa de transporte coletivo que atua na Região Metropolitana de Porto Alegre, a VICASA, esta ligando Porto Alegre aos principais bairros das cidades metropolitanas. O contrato de concessão que permitia à Sogal explorar o serviço dentro do município já venceu, porém, já que a prefeitura não fez uma nova licitação, este monopólio por parte da empresa atual continua, e junto com ele continuam as muitas deficiências na qualidade dos serviços, como por exemplo: 
Grandes demoras, de meia hora a uma hora, principalmente nos finais de semanas, até passar um ônibus que possa levar o passageiro até o centro ou até o trem, sendo que de táxi a maioria dos percursos é feita em menos de 15 minutos;
inexistência de ônibus com ar-condicionado (na capital, as empresas praticam a mesma tarifa, e muitos ônibus possuem ar-condicionado e acesso à portadores de deficiência, em diversos horários e linhas);
falta de ligação entre determinados bairros;
lenta renovação da frota;
poucos microônibus (também chamados de "Lotações");
linhas que só possuem horários no início da manhã e no final da tarde;
linhas que fazem trajetos muito semelhantes, e praticamente nos mesmos horários.

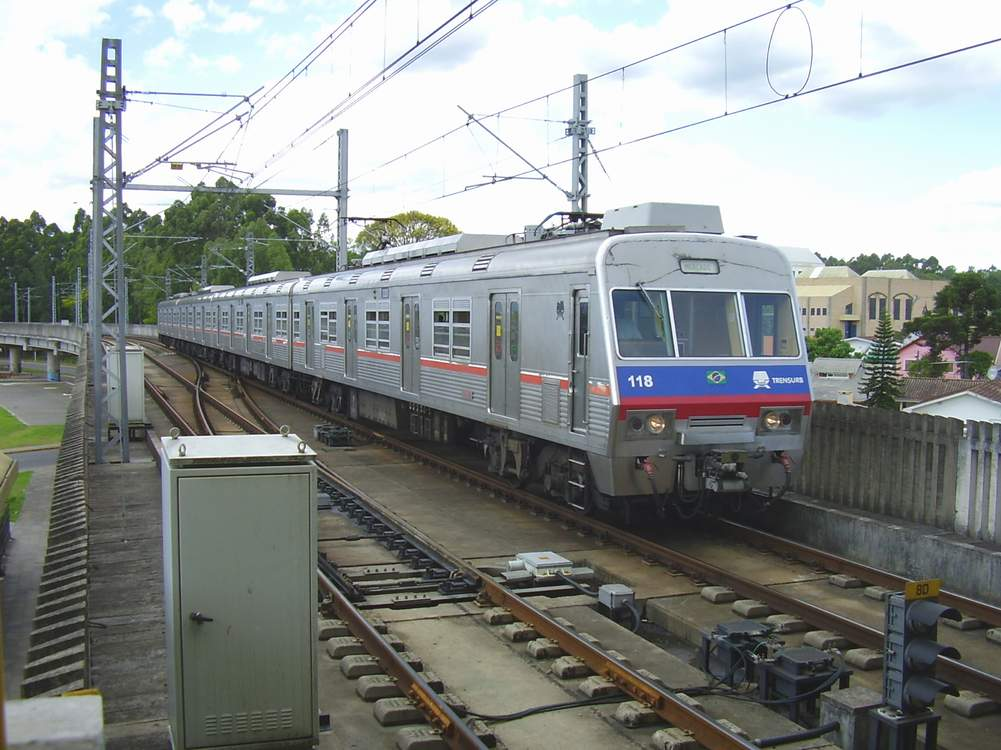
A Trensurb

A Estação Rodoviária de Canoas fica localizada às margens da BR-116 na Rua Sete Povos e funciona de segunda a domingo. Atualmente é pouco usada, pois nem todos os ônibus intermunicipais passam por ela, e quando passam, são apenas em poucos horários específicos, do tipo: uma vez pela manhã, e uma vez à tarde. Então, grande parte da população canoense e de regiões próximas acaba preferindo usar a Rodoviária de Porto Alegre, chegando lá de metrô.
Para fugir dos congestionamentos que acontecem no município, e principalmente para se deslocar mais rapidamente até o centro da capital, Porto Alegre, a população canoense costuma utilizar o metrô. O problema de se usar esses trens no município é que, em determinados horários do dia, eles passam muito cheios. E Canoas é há muito tempo conhecida por ser considerada uma cidade-dormitório de Porto Alegre. 
Ou seja, de manhã cedo, muitos trabalhadores que residem em Canoas e cidades próximas se deslocam para o centro da capital, lotando mais ainda os trens no sentido Sapucaia-Porto Alegre, enquanto que no final da tarde são os trens que vêm no sentido Porto Alegre-Sapucaia que estão cheios. 
Há seis estações de metrô em Canoas, distribuídas pela Trensurb: Niterói/UniRitter, Fátima, Canoas/LaSalle, Mathias Velho, São Luís/Ulbra e Petrobrás.

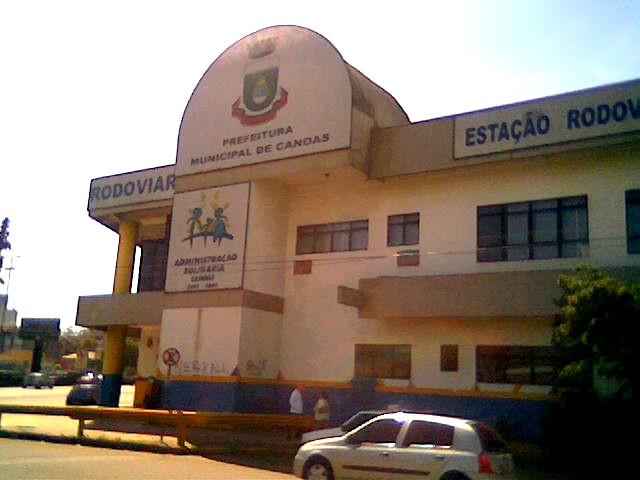
Rodoviária de Canoas

Canoas uma é cidade estratégica por abrigar em seu território a sede do 5º Comando Aéreo Regional (COMAR V), do Hospital de Aeronáutica de Canoas (HACO) e uma Base Aérea da FAB, a Base Aérea de Canoas, que sedia o 1º/14º Grupo de Aviação, unidade de aviação de caça, operando atualmente aeronaves supersônicas F-5 Tiger II, além do 5º Esquadrão de Transporte Aéreo (5º ETA).
Há poucas ciclovias no município, existe uma para lazer na Praça Rio Grande, outra na Avenida Rio Grande do Sul, que está em mal-estado, e outras duas estão em projeto como a da Rua República e da Rua Curitiba. 
O sistema dutoviário de Canoas é complexo, a rede de petróleo vem da plataforma de Tramandaí até a Refinaria e outra que carrega Nafta vai do município ao pólo petroquímico. A rede de gás natural vem de Santa Cruz, Bolívia e termina em Canoas.
O Terminal de Niterói (TENIT) é usado pela Petrobrás para transportar equipamentos. O terminal fica as margens do rio Gravataí.

## Saúde
A saúde era precária em 2004, faltavam equipamentos e espaço para toda a população de 300.000 habitantes. Em meio à crise da saúde no ano de 2005, o prefeito Marcos Antônio Ronchetti inaugurou o Hospital de Pronto Socorro de Canoas Nelson Marchesan, mais conhecido popularmente como HPS de Canoas, no Bairro Mathias Velho, onde há o maior número de ocorrências. Feito para atender apenas os casos mais graves, o HPS começou a atender também a pacientes dos municípios vizinhos.
O atual prefeito Marcos Antônio Ronchetti formou-se em medicina e após se eleger teve como primeira iniciativa melhorar o setor da saúde em Canoas. Os hospitais da cidade prestam bom atendimento, mas alguns postos de saúde, não, e a maioria deles precisa de reformas gerais. 
Abaixo estão listados todos os hospitais localizados no município: 
Hospital Nossa Senhora das Graças com 387 leitos pelo SUS, Hospital de Pronto Socorro (somente urgência e emergência) com 120 leitos, Hospital Santa Tecla (somente convênios e particulares) com 50 leitos, Centro Clínico (somente convênio e particulares) com 22 leitos e o Hospital da Base Aérea (somente associados) com 55 leitos.
O município também possui 24 postos de saúde de atenção primária e serviços de atenção secundária.

## Educação

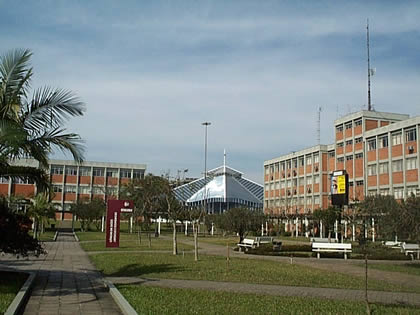
A Ulbra é uma universidade que tem a sede no município

As escolas são encontradas em quase todos os bairros, por isso a qualidade de ensino no município é uma das melhores do estado, segundo avaliação do MEC. 
Em 2008, vai ser implantada o Cefet (Centro Federal de Educação Tecnológica) em um projeto de lei nº 70/07. Deve ser concedido na Igara III um terreno de 4 hectares. O Cefet disponibilizará cursos profissionalizantes a cerca de três mil alunos, podendo receber Ensino Médio, graduação de pós-graduação tecnológica. As aulas devem ser iniciadas em agosto de 2008.
Outro grave problema é a situação precária de algumas escolas que estão sem reparos há anos e em alguns casos há ratos, buracos e goteiras em dias de chuva. Estes casos na maioria das vezes ocorrem em escolas estaduais, mas também algumas escolas municipais sofrem com o problema. O município é um pólo de ensino porque nela está concentrada uma universidade; a Universidade Luterana do Brasil (Ulbra) e dois centros universitários; O Centro Universitário La Salle (Unilasalle) e o Centro Universitário Ritter dos Reis (Uniritter).
A Taxa de analfabetismo atual de Canoas é de 3.23%. Dados da Secretaria Municipal de Educação indicam 10 mil analfabetos no município.
Abaixo o número de Escolas no município:
Educação Infantil: 28 Escolas, 1.783 Alunos e no Ensino Fundamental são 42 Escolas, 28.383 Alunos, 1.404 Professores. 
Na rede estadual existem: 36 Escolas, 34.870 Alunos, 1.299 Professores.
Na rede particular existem: 30 Escolas , 17.020 Alunos e 908 Professores.

## Segurança
A segurança em Canoas é regular. Apesar de haver um bom número de delegacias, faltam policiais para tantos crimes registrados no município, entretanto a ação deles é rápida. Por este motivo a segurança é considerada regular. A estrutura da polícia é bem organizada e geralmente bem efetuada, mas o governo precisa providenciar um aumento no efetivo de policiais, principalmente em algumas áreas críticas, como os bairros Guajuviras e Mathias Velho e as vilas situadas junto a esses bairros. Os assaltos são muitos freqüentes no município assim como os furtos de carros. Ainda falta segurança em algumas avenidas e ruas importantes do município onde a polícia não costuma atuar com freqüencia, isso faz com o que o tráfico e os assaltos se proliferem. 
O município possui: 12 Delegacias Civis, 7 Companhias da Brigada Militar, e 140 guardas municipais.

## Mídia
Em Canoas estão as emissoras de televisão: Ulbra TV com uma programação variada, que vai desde notícias da região a filmes e programas de entretenimento, tem sede também em Porto Alegre e a MTV RS com programação musical, mas também são transmitidos programas de entretenimento. 
Os jornais Diário de Canoas e o Timoneiro passam para a população canoense notícias do município e do estado e trazem notícias, entretenimento, moda, política e educação. 
Existem três rádios AM: a Rádio Educadora, com a programação voltada para a educação, a Rádio Real e a Super Radiofusão e duas rádios FM: a Mix FM Porto Alegre, que é bastante ouvida pelos canoenses e pela região metropolitana, e a Rádio Fátima, que traz notícias do bairro homônimo e do município. 
A banda larga é servida pela BrTurbo da Brasil Telecom, Turbo MAXX da GVT e pelo Uol e Terra. A internet discada gratuita é servida pelo iBest e iG.
A revista, com cara de jornal, mais conhecida é a "Gazeta de la Stampa", da "Empresa Editorial Xico Júnior Ltda"., foi fundada em 31 de outubro de 1990, e circula há 20 anos consecutivos. Sua primeira edição foi em 22 de dezembro de 1990. Atualmente a publicação aborda temas como comportamento, política, saúde, fatos históricos, história do município, opinião, moda e sociedade. A "Gazeta de La Stampa", então com uma tiragem de 6.000 exemplares, foi a "maior coluna social que a Canoas já teve". E a cidade conta ainda com a revista "Acontece, aconteceu está aqui" e a Revista Símbolo, é , hoje, é a mais completa coluna social da cidade. 
O município possui como servidor de telefonia fixa a empresa Brasil Telecom e a GVT. O serviço telefônico móvel, por telefone celular, é oferecido pela Brasil Telecom, Vivo, Claro e TIM. O código de área de Canoas é o 51.